# マーテロー塔

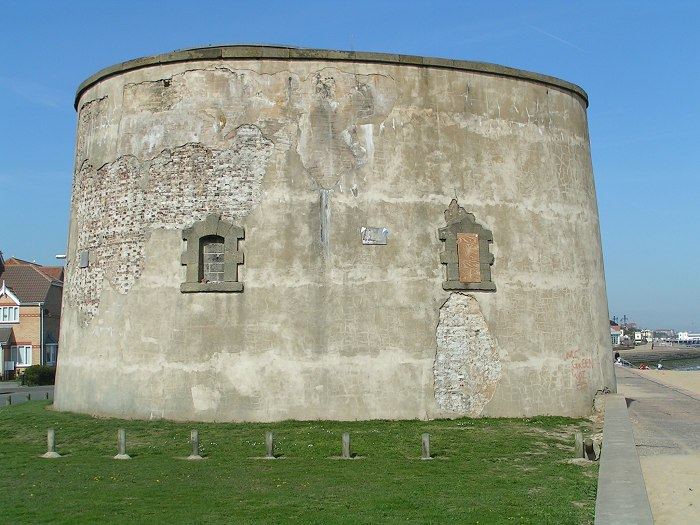
イングランド東海岸のクラクトン・オン・シーにあるマーテロー塔

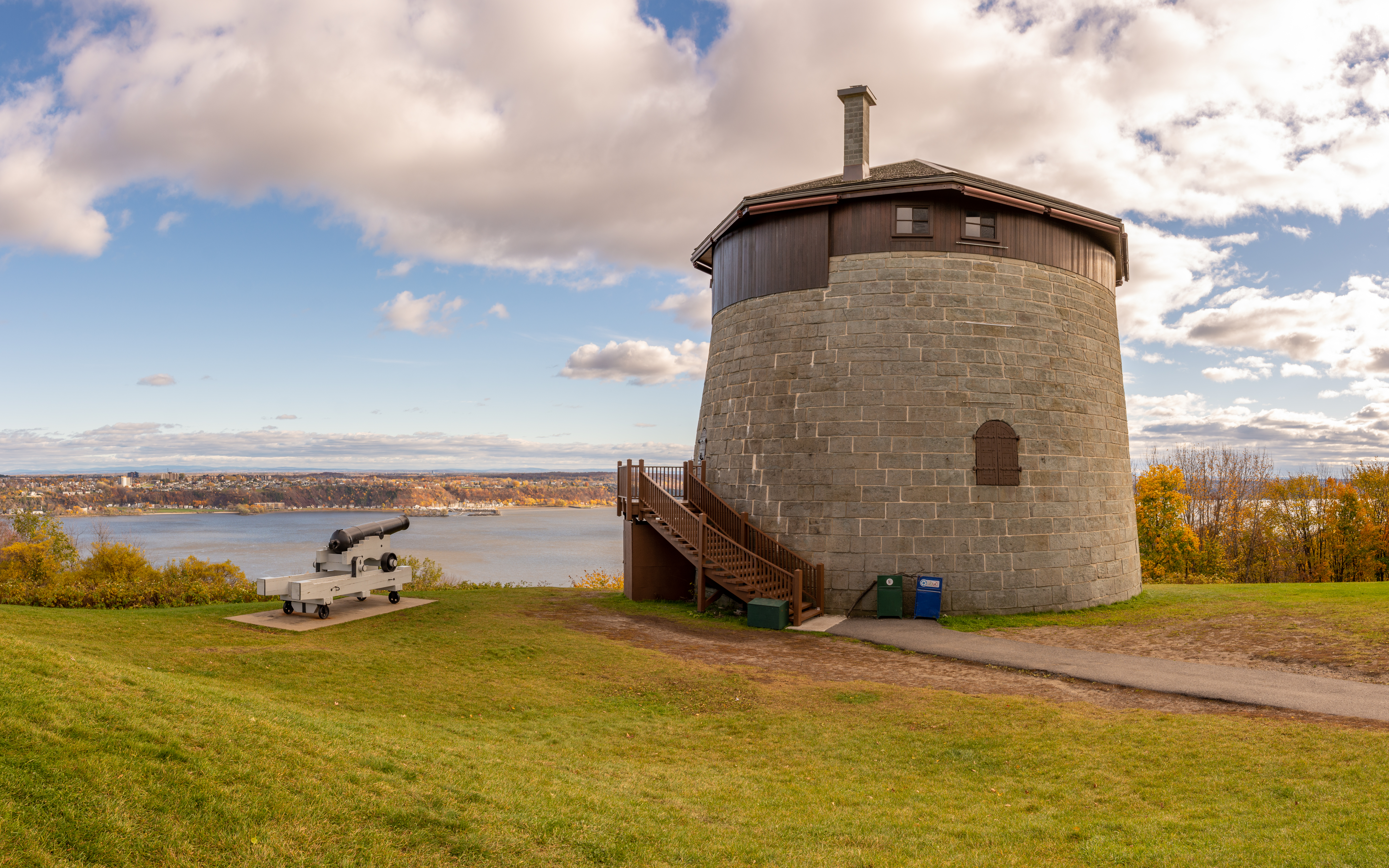
カナダ・ケベックのエイブラハム平原にあるマーテロー塔。屋上にはダイヤモンド状の屋根があり、セント・ローレンス川に面している。

マーテロー塔（マーテローとう、英: Martello Towers、もしくは Martello）は、19世紀始めのナポレオン戦争の時代、イギリス帝国が各地に築いた小さな防御砦である。

## 概要
砦は概ね、高さ12m (40フィート) 、内部は1 - 3階建てで、1人の指揮官と15 - 25人の兵がとどまることができた。その円形の構造は厚いレンガの壁で作られ、カノン砲の砲撃にも耐え、その高さは、屋上に1門の重砲を置き、360度の方向に射撃を可能としていた。また、一部のマーテロー塔は、その周囲の堀により防御の強化を図っていた。この要塞は19世紀を通じて使用され、より強力なライフリングを施した砲の開発により不要となった。ほとんどが今日も歴史的な遺跡として残っている。
日本語では、マーテルロー塔やマーテロー・タワーとも呼ばれる。
マーテロー塔はコルシカ島のモルテラ岬 (Mortella Point) にあった、ジェノバによる大規模な防御拠点の一部である円形の要塞の影響を受けている。

### 構造

マーテロー塔の内部構造

イギリスによって初期に建てられたマーテロー塔の中は、概ね3階建てとなっていた (それに、屋上が加わる場合がある) 。1階は、弾薬庫と貯蔵庫であった。そこには、弾薬と備品と食料が蓄えられた。24人の守備隊と1人の指揮官は2階の一ブロックに居住しており、この階はいくつかの部屋があり、調理と暖房のために暖炉が壁に設置されていた。指揮官と兵士たちは同じ広さの別々の部屋に住んでいた。屋上もしくは、「terreplein」は、360度回転可能な様に配置された1門もしくは2門のカノン砲が接地されていた。井戸や貯水槽は、守備兵に淡水を供給するために塔の中に設置されていた。屋根につながった内部に設置されていた排水設備は、雨水により貯水槽に水が溜まるような構造となっていた。

## 起源
15世紀より、類似した塔はコルシカ周辺で戦略的に重要な拠点に沿岸の村や船での輸送を北アフリカの海賊より守るために建設されていた。それらの塔は、1 - 2階建てで、直径12 - 15m (36 - 45フィート) の大きさで、取り外し可能な梯子で登ることのできる入り口は5mの高さに1箇所だけ存在した。これらの塔は地元の村民により管理され、(トレジャーニ、torregianiとして知られる) 監視員がおり、予期しない船が近づいてきた場合に、塔の屋根に火を灯し知らせる役目を担っていた。これは、やって来る脅威に対してその地にいる兵士に対して警告を出すためであった。海賊の脅威が次第に減少していったが、ジェノバ人は、外国からの侵攻を防ぐために新たな円形の塔の建設を行なってきた 。

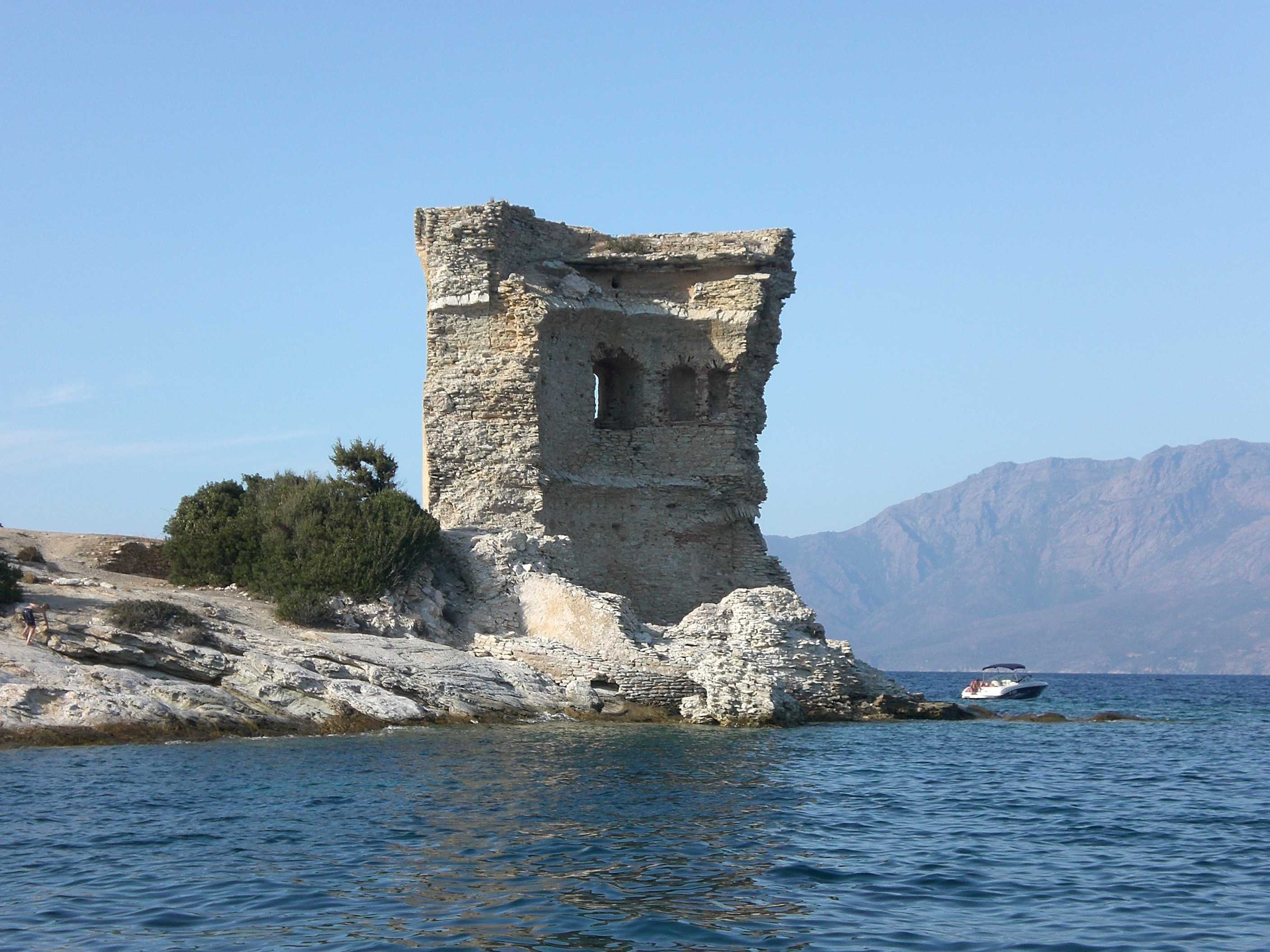
コルシカ島、モルテラ岬の塔

1794年2月7日に、モルテラ岬の塔（Torra di Mortella）は、2台の英国の軍艦、HMS フォーティテュード (74門の砲を搭載) とHMS ジュノー (HMS Juno、32門の砲を搭載) により攻撃をされ、激しい2日間の戦いの後、最終的に、ジョーン・ムーア指揮下の地上部隊により占領された。フッド中将は以下のように報告している。
「フォーティチュード」と「ジュノー」はその塔を攻撃する命令を受けた。2時間半の連続した砲撃により少しの効果もないように見えた。前線にいた船は攻撃により大きなダメージを受け、両者とも前線から引かざるを得なかった。塔の壁は非常に厚く、2つの18ポンド砲を配置した胸壁はガラクタを床から積み上げ、壁から5フィートの高さまで砂を積み上げていた。塔は2日間150フィートの距離でその頂上から砲撃を続け、ぼろぼろの状態になっていたが、敵は持ちこたえていた。しかし、地面への砲撃が続き、兵士たちが必要であった。塔の中にいた人員は33人で、2人のみが負傷し残りは無事であった。
イギリス人は、自分たちの最新の戦艦に対して戦った塔の優秀さに感激し、そのデザインをコピーした。しかし、その際に「M ortella」の名前を「Martello」と誤ったスペリングで記録してしまった。これが、マーテロー塔の名前の由来である。

## 世界各地のマーテロー塔

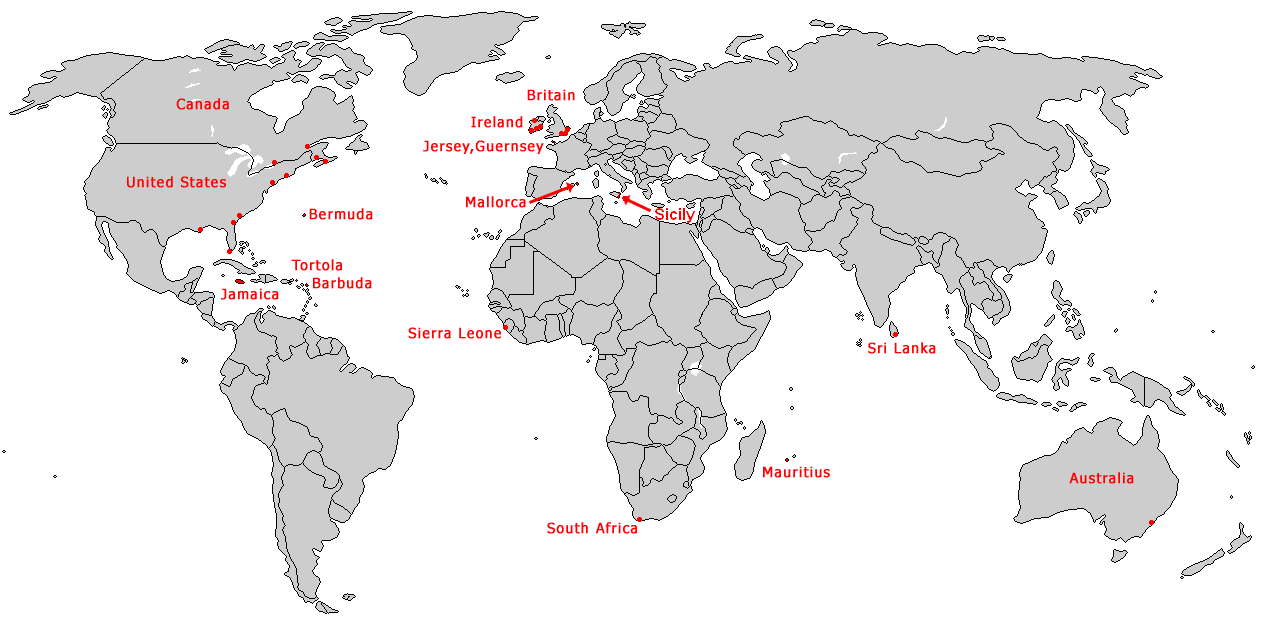
世界各地のマーテロー塔の分布

19世紀の前半、イギリス政府は世界中に存在するイギリスの植民地におけるイギリスの海岸線と戦略拠点を守るためにマーテロー塔を建設する大規模な計画を開始した。約140の塔が建設され、ほとんどは、イングランドの南海岸沿いに作られた。他のものは、オーストラリア、カナダ、アイルランド、メノルカ島、南アフリカ、スリランカ等に建設された。マーテロー塔の海外での建設は1850年代まで続き、それが、ライフリングを施した砲の新世代の武器に耐えられないことがはっきりした後は、建設されることは無かった。
フランスは、その海岸沿いに同じような塔を建設した。それらは、光学的通信機 (クロード・シャップによる発明品) による連絡手段を利用していた。アメリカ合衆国政府もたくさんのマーテロー塔をその東海岸沿いに建設した。これは、イギリスのデザインを一部修正して使用した。

### グレートブリテンとアイルランド
グレートブリテンとアイルランドは単一の政府をもつ国家「イギリス」に統一された。この時、(最初の計画ではグレートブリテン王国とアイルランド王国の2つの政府の元で) 、いくつものマーテロー塔が建設された。したがって、グレートブリテンとアイルランドのマーテロー塔は1つの防御システムの一部であると考えられ、全体でブリテン諸島を防衛するように設計されていた。これは、イングランドの東海岸と南海岸及び、アイルランドの東海岸を見ればはっきりと分かる。この地域にマーテロー塔の「鎖」が構築された。世界の他の地域では、個々のマーテロー塔は戦略拠「点」の防御のため建設が行なわれた。

#### イングランド

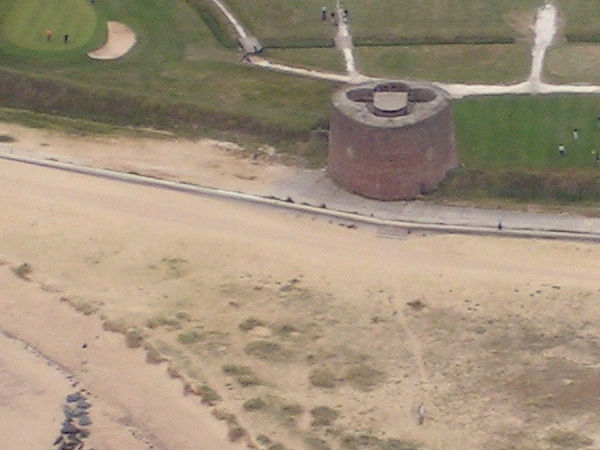
上空から見たマーテロー塔

1804年 - 1812年に、イギリス政府は、ナポレオン皇帝に統治されたフランスの侵攻から、イングランド、アイルランド、ジャージー、ガーンジーの南海岸と東海岸を守るために、マーテロー塔の鎖を構築した。合計で105のマーテロー塔がイングランドに建設され、シーフォード、サセックスから、アルデバーフ、サフォークまでの海岸に沿って、一定の間隔で配置された。そのほとんどが、ウィリアム・トゥイス将軍 (1745年 - 1827年) とキャプテン・フォードの指揮の下建設された。
イギリスのマーテロー塔はナポレオンの侵攻艦隊に対して実際に戦闘することは無かった。脅威が去ったあと、イギリス国内のマーテロー塔は様々な運命をたどった。多くの塔は、密輸に対抗する戦力として沿岸警備隊により購入された。15の塔は、その石を再利用するために破壊された。4つの塔が新しいライフリングを施した長身砲の効果のテスト実験のため破壊されている間に、30の塔は、大波により破壊された。第二次世界大戦では、一部のマーテロー塔は観測拠点や対空砲の拠点として軍役に戻った。47の塔は、イギリス国内で残存し、そのうち一部は、聖オシスの塔の様に博物館や、資料館や、ジェイウィック・マーテロー塔の様にギャラリーに改装された。これらのほとんどが私有地や個人の住居であり、そうでないものは放置されている。

#### スコットランド
スコットランドには2つのマーテロー塔が建設された。その塔はオークニー諸島のロングホープ近くのハックネスにある。これらは、沖合いを通る輸送船を襲うフランスとアメリカの海賊の脅威に対抗するため1813年 - 1815年の間に建設された。ハックネスの塔の1つは現存しており、現在、ヒストリック・スコットランド により管理されている博物館となっている。

#### アイルランド

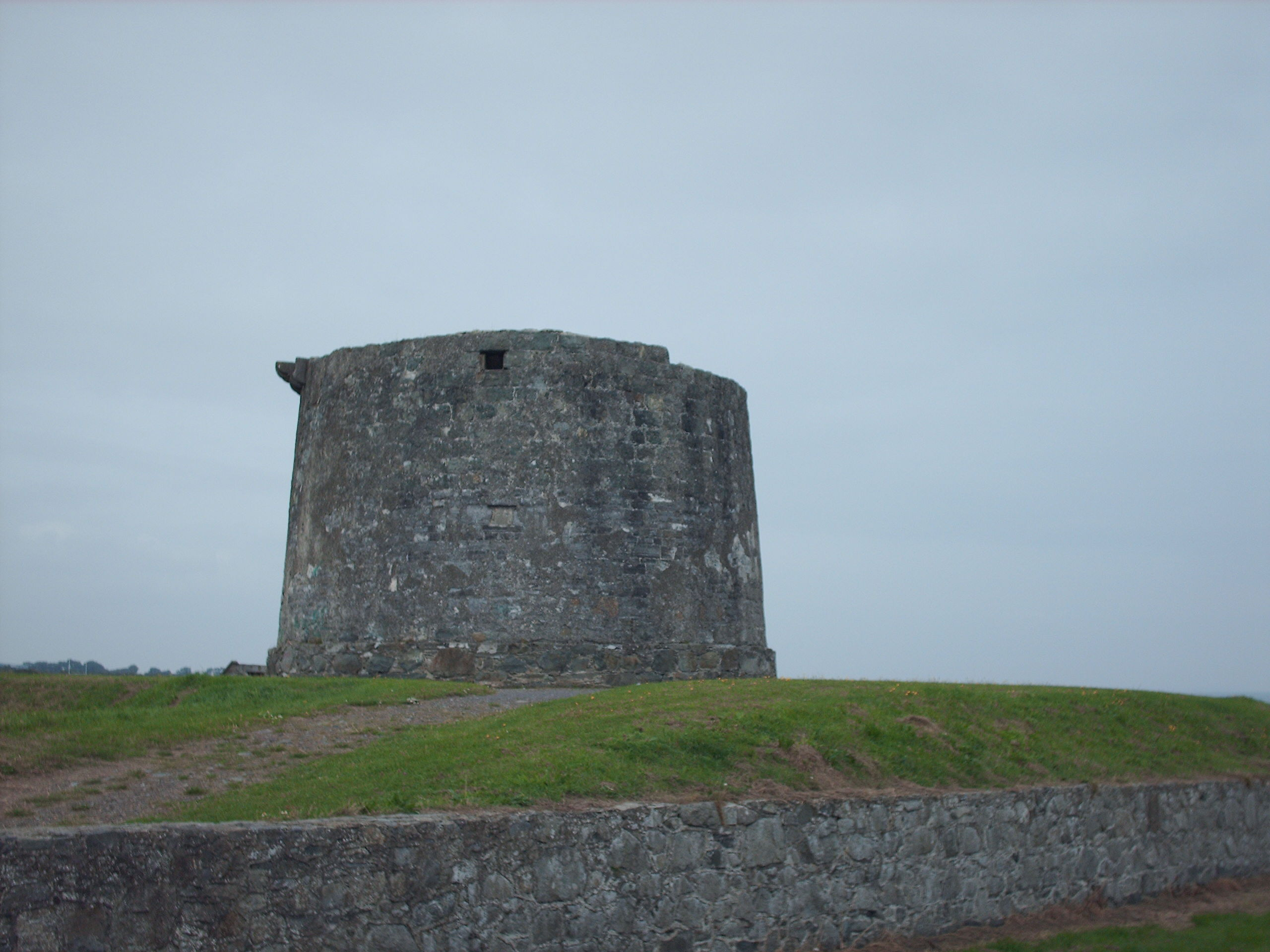
バルブリガンのマーテロー塔

たくさんのマーテロー塔がアイルランドの海岸線沿い、ダブリン湾と南側の海岸であるコーク海岸の周囲、特にミルモントからブレイまでの東海岸沿いに建設された。これらの中で最も有名であると考えられるものとして、ダン・レアリーのサンディコーヴにあるマーテロー塔がある。この塔の中では、ジェームズ・ジョイスが数日間過ごした。小説のキャラクターであるスティーブン・ディーダラスは小説「ユリシーズ」で友人バック・マリガンと一緒に塔に住んでいる。ジェームス・ジョイス塔として知られるように、この塔は、ジョイスに関連した「ジェイムス・ジョイスタワーと博物館」となっている。他のマーテロー塔はブロック海岸、ダウキー島、ウィリアムスタウン、シーポイント、サンディーマウントの近辺で残っており、マーテロー塔はダブリンに関連する多数の文学作品において登場する。都市の北側では、マーテロー塔は、ポートマーノック、ホウス、サットン、アイルランズ・アイの両側とランベイ島に存在している。1980年代、ボノはウィックロー県にあるブレイのマーテロー塔を保有した。
19世紀中のフェニアン団の反乱中に、コーク海岸のフォータ島近くの塔は、有名なキャプテン・マッケイにより短期間占領され、これは唯一敵に捕獲されたことのあるマーテロー塔であると考えられている。
ダブリン県にあるシーポイントの塔はアイルランドGenealogical Society of Irelandの本部となっており、一方 イルナクリンにある再建された塔はコーク県のグレンギャリフの島の公園に存在している。他の塔も現存しており、それらの中での代表的なものとして、ドニゴール県のラスミュランの塔(アールの階段)が存在する。

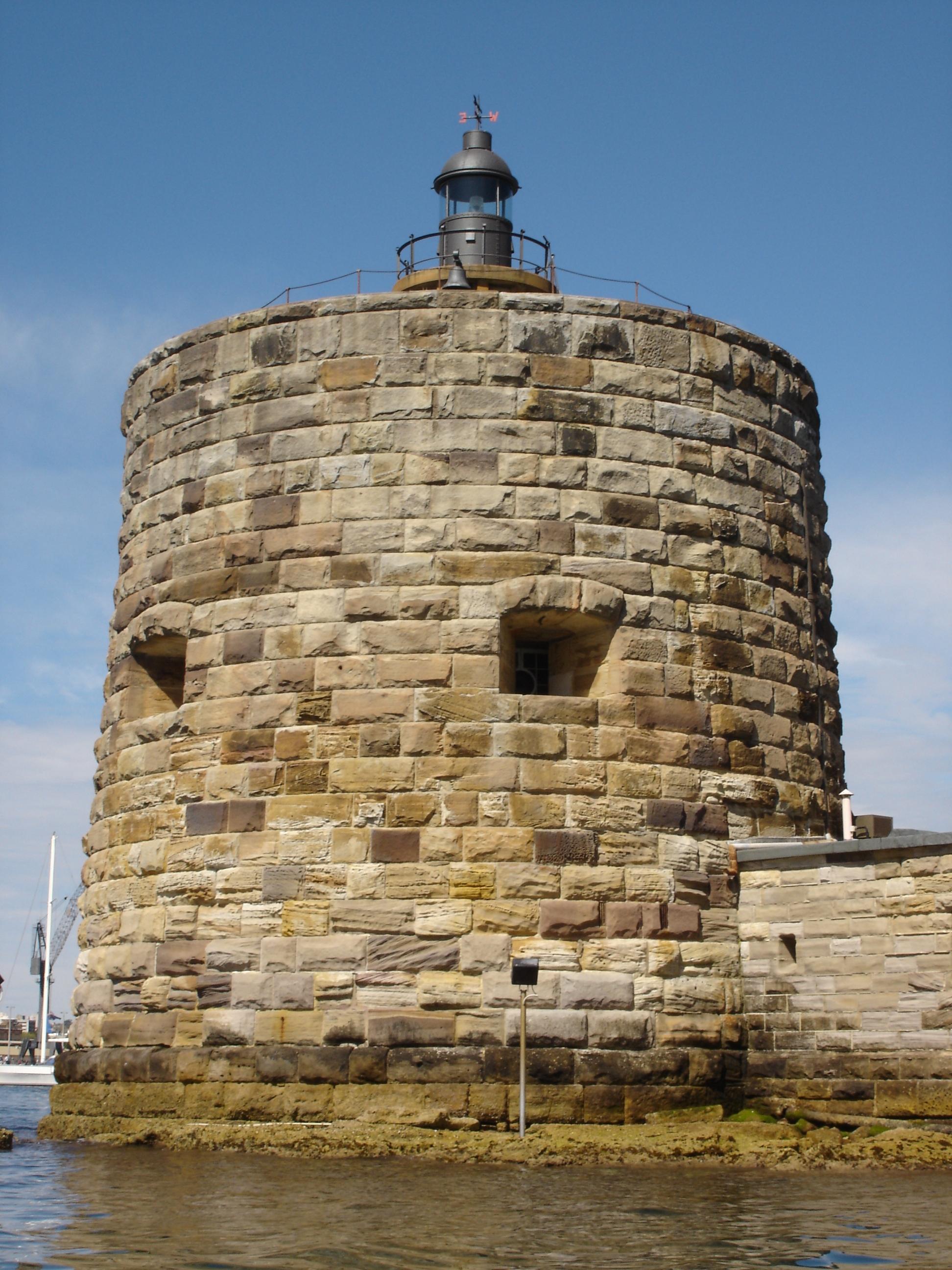
シドニー港、デニソン砦

### 他の場所にあるマーテロー塔

#### オーストラリア
大英帝国により建設された最後のマーテロー塔は、ニューサウスウェールズのシドニー海岸の小さな島にあるデニソン砦であると言われている。これは、1850年代のクリミア戦争の期間ロシア海軍からの攻撃の脅威に対してシドニーを守るために作られた。この塔は保存がよく、現在では有名な観光名所となっている。

#### バーブーダ島
西インド諸島のバーブーダ島にマーテロー塔が存在する。これは、既存の砦に追加されたもので、スペインにより作られたものであると考えられている。この塔は、島の南東を守り、コドリントンにおける島の主要な村の南部約7マイルに存在する。

#### バミューダ諸島
セント・ジョージのパリッシュのフェリー・リーチにマーテロー塔が存在する。これは、1820年代に建設された。

#### イギリス領ヴァージン諸島
トルトラ島の西の端にあるリカヴァリー砦は、イギリスによって、マーテロー塔を加えた形で再建設された。

#### カナダ

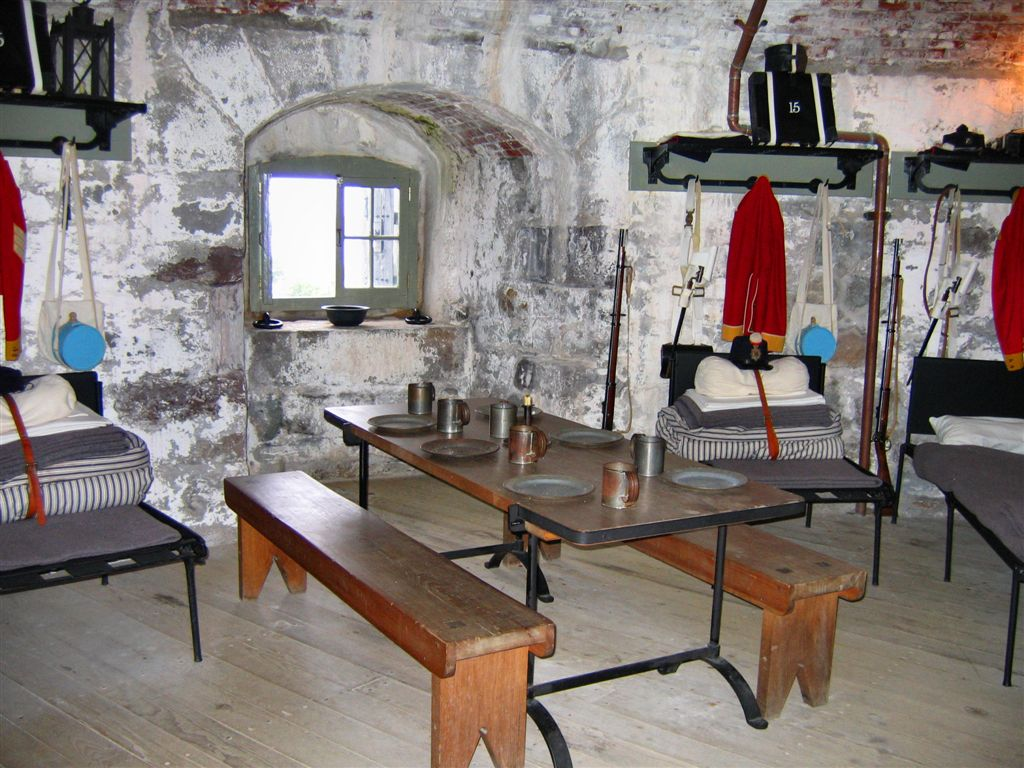
ニューブランズウィック州のセントジョンにある復元された塔内部

合計14のマーテロー塔がカナダに建設された。そのうちの9軒は現存している（後述するフォート・ヘンリー（キングストン）の細い塔は含めず）。カナダのマーテロー塔は雪害対策のため取り外し可能な円錐形をした屋根を取り付けて建設されていた。ほとんどの復旧された塔は追加された円錐形の屋根を持っているが、この屋根は維持を簡単にするためであり、歴史的に正確なものではない。
北アメリカにおいて、最も古いマーテロー型の塔は、ノバスコシア州ハリファックスのポイント・プレザント公園にあるプリンス・オブ・ウェールズ塔である。この塔はカナダ初のマーテロー塔として1796年に建設され、火薬庫及び砦として使用、現在はカナダ国定史跡として復元されている。さらに2つの塔がハリファックス港の入口を守るために、ダートマス海岸とジョージズ島に存在した。
ケベック・シティーには、元々4つのマーテロー塔があった。1つはセント・ローレンス川を見下ろすエイブラハム平原にある。この塔は博物館として復元され、夏季は訪問可能である。2つ目はその近くの戦場公園内にある。ケベックにある3つ目の塔は住居として使用された後、1900年代に破壊された。4つ目のマーテロー塔は、アッパーシティの北側にある。

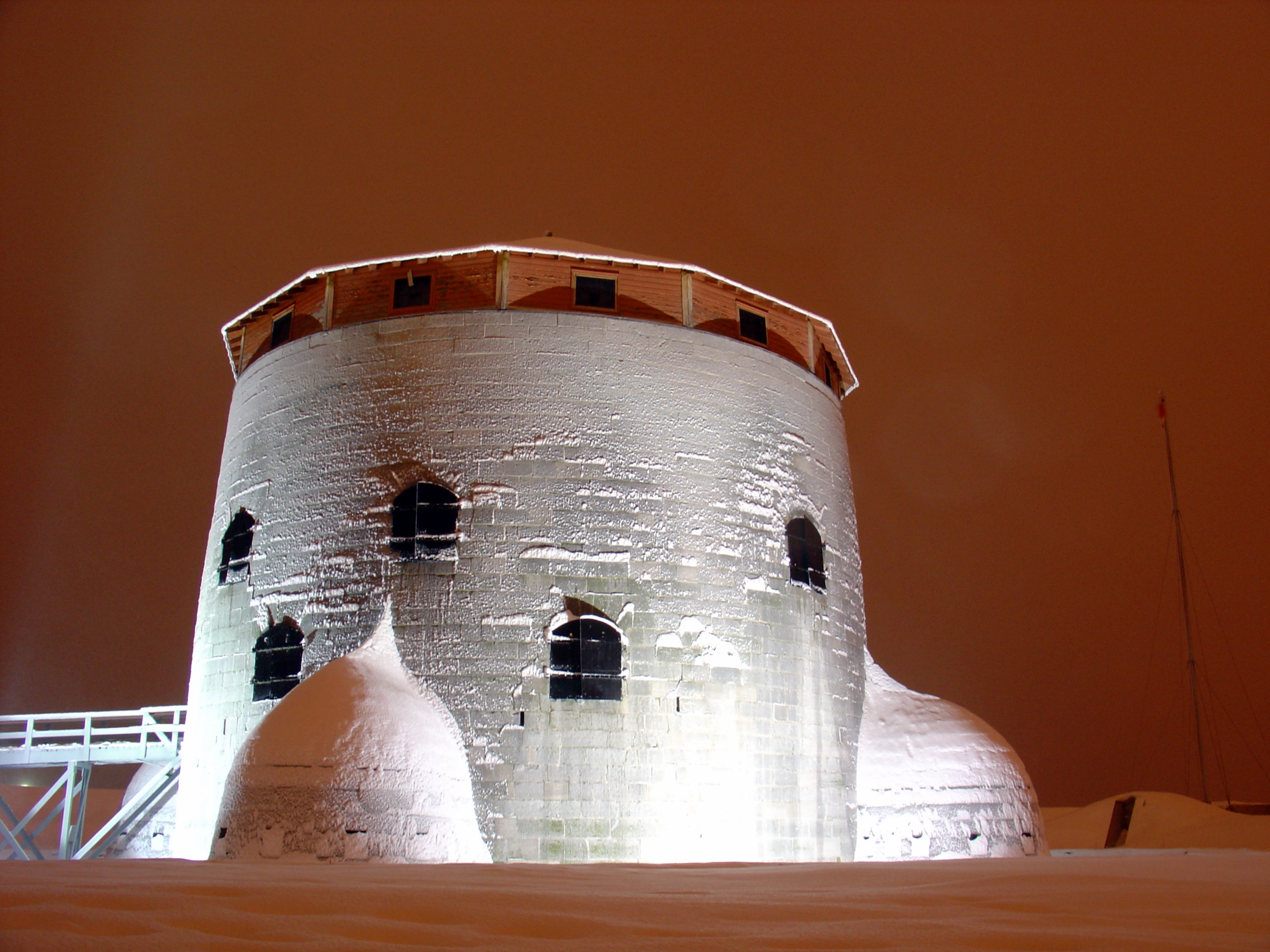
オンタリオ州キングストンにあるカナダ王立軍事大学のマーテロー塔。吹雪の後の様子。

オレゴン境界紛争の発生を受け、オンタリオ州キングストンには港と海軍造船所を守るために4つの塔が建てられた。これらは海上攻撃から守る砦として作られた。このうちマーニー塔 (Murney Tower)とカナダ王立軍事大学のポイント・フレデリックにある塔は現在博物館として夏季公開されている。フォート・フレデリックは東側の城壁と石灰岩の石壁により防御が強化されている。ショール塔（Shoal Tower)と呼ばれる塔はキングストンのコンフェデレーション湾の水上に立っていて、唯一完全に湖水に囲まれている。「Doors Open Ontario」の一部として2005年以来毎年6月に1日のみ公開されている。4つ目の塔であるカスカート塔 (Cathcart Tower) はヘンリー岬近くのセダー島 (Cedar Island) に未使用の状態で立っている。
カールトン・マーテロー塔は、ニューブランズウィック州のセントジョンの海岸を見渡す位置にあり、カナダ国定史跡に指定され現在博物館となっている。
カナディアンプレスは2006年4月16日に、カナダ軍がアフガニスタンでの基地名に「マーテロー」を用い「前線作戦基地マーテロー (FOB Martello)」としたと報道した。
またマーテロー塔は、キングストンにある国際ホッケー殿堂（International Hockey Hall of Fame）博物館のロゴに使用されている。

#### ジャマイカ
キングストン港の東側の入口を守るために建設されたニュージェント砦にマーテロー塔がある。これは1802年に作られ、その時の建設費は£12,000である。

#### モーリシャス
合計5つの塔が、モーリシャスに建設された。ひとつは、タマリンのラ・プレネーゼ (La Preneuse) 近くの海岸に、これは、フレンド・オブ・エンヴァイロンメントにより再建され博物館として営業している。古い入口は地上階より高い位置に存在したが、現在の入口は地上階に存在する。もう1つの塔は、ボー・バシン (Beau Bassin) とポートルイスの間に建築されていた。

#### シエラレオネ
マーテロー塔は、港をテムネ族から守るために1805年にシエラレオネのフリータウンのタワーヒルに建設された。この等は、ソーントン砦にある政府の建物に貯水槽の追加が許された際、1870年に構造を変更した。現在、塔は、シエラレオネの議会の建物の一部となっている。

#### 南アフリカ
2つのマーテロー塔が南アフリカに建設された。1つは、ケープタウン近くのサイモンタウンの海軍基地に、もう一方は、ボーフォート砦に建設された。これは、海岸沿いでなく内陸にマーテロー塔が作られた特別の例である。

#### スリランカ
スリランカには南の海岸のハンバントタ (Hambantota) に1つのマーテロー塔がある。これは、1999年に再建された。

#### アメリカ合衆国

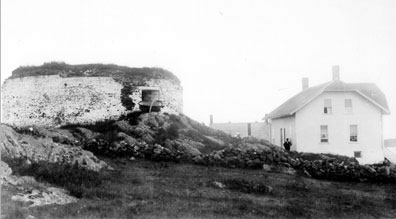
19世紀後半、ニューハンプシャー州ポーツマスにあるマーテロー塔の残骸

いくつかのマーテロー塔がアメリカ合衆国政府により、東海岸の海岸沿いのあちこちに建設された。そのうち2つは、フロリダ州のキーウェストに作られ、他には、ニューハンプシャー州のポーツマス、サウスカロライナ州のチャールストン、ニューヨークシティなどに作られた。2つ以上のマーテロー塔が、ジョージア州タイビー、ルイジアナ州バイユー・デュプレに建設された。
設計はイギリスがカナダに建てた塔からコピーされたが、アメリカのマーテロー塔は、いくつかの点で大きく異なる点が存在した。
ジョージア州のタイビー島に作られたマーテロー塔は、1815年に作られたが、イギリスの塔で使用されている煉瓦の代わりに、その頃一般的な建材であった木とtabbyを用いて作られていた。また、イギリスの塔と異なり、タイビーの塔はマスケット銃を壁越しに射撃可能な様に守備兵のいる階に小穴が設けられていた。
これは、戦闘で試されること無く、アメリカ南北戦争のときまでに、破壊されてしまった。このなじみの無いデザインは地元の作家の間で多くの混乱を引き起こした。作家たちはジョージアがスペインの植民地であった時に、スペイン人によって作られたものであると誤って記録されたりした。
マーテロー塔はアメリカ合衆国第41歩兵連隊の連隊章に描かれている。

### 大英帝国外のマーテロー塔のリスト
| 国                       | 場所                                 | 塔の名前                                 | 建設年          | 現在の状態                          |
| オーストラリア           | シドニー                             | デニソン砦                               | 1850年頃        | 博物館                              |
| バーブーダ島             | コドリントン近傍                     |                                          |                 |                                     |
| バミューダ諸島           | フェリー・リーチ                     |                                          | 1823年          | 訪問可能                            |
| イギリス領ヴァージン諸島 | トルトラ島                           | リカバリー砦                             |                 | 私有地(ホテル)                      |
| カナダ                   | ノバスコシア州ハリファックス         | プリンス・オブ・ウェールズ塔             | 1796年          | 公開されている                      |
|                          | オンタリオ州キングストン             | フレデリック砦                           | 1846年7月       | 博物館                              |
|                          | オンタリオ州キングストン             | マーニー塔                               | 1846年          | 博物館                              |
|                          | オンタリオ州キングストン             | ショール塔                               | 1846年          | 非公開                              |
|                          | オンタリオ州キングストン             | カスカート塔                             | 1846年          | 非公開                              |
|                          | オンタリオ州キングストン             | ハーバー塔                               |                 | 博物館                              |
|                          | ケベック・シティー                   | マーテロー塔 第1- 第4（第3は現存しない） | 1808年 - 1812年 | 第1は博物館、第2・第4は非公開       |
|                          | ニューブランズウィック州セントジョン | カールトン塔                             | 1815年          | 博物館                              |
| アイルランド             | アキル島                             |                                          |                 |                                     |
|                          | ブレイ                               |                                          |                 | 個人保有                            |
|                          | ブロック海岸                         |                                          |                 | 個人保有                            |
|                          | ダウキー島                           |                                          |                 |                                     |
|                          | フォータ島コーク海岸                 |                                          |                 |                                     |
|                          | ホウス                               |                                          |                 | 博物館&ラジオ局                     |
|                          | イルナクリン                         |                                          |                 |                                     |
|                          | アイルランズ・アイ                   |                                          |                 |                                     |
|                          | ランベイ島                           |                                          |                 |                                     |
|                          | Loughshinny                          |                                          |                 |                                     |
|                          | ポートマーノック                     |                                          |                 | 個人保有                            |
|                          | ラスミュラン                         |                                          |                 |                                     |
|                          | サンディコーヴ                       | ジェームズ・ジョイスのマーテロー塔       |                 | 博物館                              |
|                          | サンディマウント                     |                                          |                 |                                     |
|                          | シーポイント                         |                                          |                 | Genealogical Society of Ireland本部 |
|                          | シェニック島                         |                                          |                 |                                     |
|                          | サットン                             |                                          |                 | 個人保有                            |
|                          | ウィリアムスタウン                   |                                          |                 |                                     |
| ジャマイカ               | キングストン                         | ニュージェント砦                         | 1802年？        |                                     |
| モーリシャス             | タマリン                             |                                          |                 | 博物館                              |
| シエラレオネ             | フリータウン                         | タワーヒル・マーテロー塔                 | 1805年          | 議会の建物の一部                    |
| 南アフリカ               | ボーフォート砦                       |                                          | 1822年          |                                     |
|                          | サイモン塔                           |                                          |                 |                                     |
| スリランカ               | ハンバントタ                         |                                          |                 |                                     |
| アメリカ合衆国           | ルイジアナ州バイユー・デュプレ       | デュプレ塔                               |                 |                                     |
|                          | サウスカロライナ州チャールストン     |                                          |                 |                                     |
|                          | フロリダ州キーウェスト               |                                          |                 |                                     |
|                          | ニューヨーク海岸                     |                                          |                 | 破壊                                |
|                          | ニューハンプシャー州ポーツマス       | コンスティテューション砦ワルバッハ塔     | 1814年          | 破壊されている                      |
|                          | ジョージア州タイビー島               |                                          | 1815年          | 破壊                                |
| 日本                     | 兵庫県神戸市兵庫区                   | 和田岬砲台                               |                 |                                     |
|                          | 兵庫県西宮市西波止町                 | 西宮砲台                                 |                 |                                     |